# 富士見町皆沢
富士見町皆沢（ふじみまちみなざわ）は、群馬県前橋市の地名。旧富士見村時代は、住所で勢多郡富士見村大字皆沢の地域である。また、前橋市合併後は粕川町と同じように村名の富士見村が富士見町となり、そのあと大字名がつくため前橋市富士見町○○となる。面積は1.52km2(2013年現在)。郵便番号は371-0102。

## 地理
赤城山南西の裾野部に位置している。前橋市北部の概ね標高350～500メートル付近に位置する地域である。また、藤沢川が地域の中央を北から南に流れている。

### 河川
- 藤沢川

## 歴史
江戸時代頃から1919年までは「皆沢新田」という地名だった。寛永12年から前橋藩領だった。寛永16年に北代田村（現:北代田町）の近藤、林、伊藤の3姓の者が当町に来て開墾をはじめ、移住して以来発展して一村になった。

### 年表
- 1889年 市町村制が施行され、皆沢新田村は近隣13村と合併し南勢多郡富士見村ができる。そのため群馬県南勢多郡富士見村大字皆沢となる。
- 1896年 郡統合（東群馬郡と南勢多郡の統合）により勢多郡に所属し勢多郡富士見村大字皆沢となる。
- 1919年 大字名が皆沢新田から現在の皆沢となる。
- 1993年4月1日 地域内を通っていた群馬県道大間々宮城子持線が国道353号に昇格し、地域内に初めて国道が通る事となる。
- 2009年 富士見村が前橋市へ編入合併したため、群馬県前橋市富士見町皆沢となる。
- 2017年5月12日 当町の全域が区域となっている、前橋・赤城地域がチッタスロー国際連盟に加盟する[6]。

## 世帯数と人口
2017年（平成29年）8月31日現在の世帯数と人口は以下の通りである。
| 町丁         | 世帯数  | 人口  |
| ------------ | ------- | ----- |
| 富士見町皆沢 | 202世帯 | 581人 |

## 小・中学校の学区
市立小・中学校に通う場合、学区は以下の通りとなる。
| 番地 | 小学校             | 中学校               |
| ---- | ------------------ | -------------------- |
| 全域 | 前橋市立白川小学校 | 前橋市立富士見中学校 |

## 交通

### 鉄道
町内に鉄道駅はない。

### バス
関越交通が運行を行っているデマンドバス方式のるんるんバスがある。
また同じく関越交通が、前橋駅から国立赤城青少年交流の家までの路線バスの便を地域を経由して運行。

### 道路
国道353号が地域の南部を、赤城南麓広域農道が地域の北部を東西に通過。

## 施設
- 前橋市富士見総合グラウンド
- 皆沢集落センター

## 避難所
当町が避難対象区域となった場合、近隣の富士見町小暮にある前橋市立時沢小学校に避難する。